# آمیزش جنسی پس از زایمان

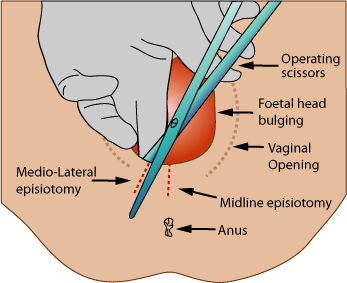
برش میاندوراه

آمیزش جنسی بعد از پایان بارداری و پس از زایمان برای چندین هفته یا ماه به تأخیر می‌افتد و زوجین در مدت مشخصی قادر به نزدیکی نیستند. رابطه زناشویی در این دوران برای زنان ممکن است دردناک نیز باشد. زخم‌های میاندوراه و برش‌های ناشی از جراحی مثل برش میاندوراه و مهبل که در عمل زایمان انجام می‌شود، باعث ناکارآمدی جنسی می‌گردد. پس از زایمان، فعالیت‌های دیگر جنسی ممکن است زودتر از نزدیکی زناشویی انجام شود اما برخی از مادران دچار کاهش تمایلات جنسی طولانی مدت پس از زایمان می‌شوند که ممکن است با افسردگی پس‌زایمانی در ارتباط باشد. مشکلات متداول دیگری که ممکن است حدود یک سال پس از زایمان به طول بینجامد، عدم تعادل خواهش‌های جنسی زن و مرد است. در این دوران، این تمایلات در مردها بیشتر از زن‌ها می‌باشد. بدتر شدن ریخت بدن زن نیز از این دسته معضلات است.

## آسیب‌ها و روش‌های زایمان
زنانی که دارای آسیب و شکافت در میاندوراه خود هستند، نزدیکی زناشویی را دیرتر از زنانی که دارای میاندوراه سالم می‌باشند، شروع می‌کنند. همچنین زنانی که دارای بخیه میاندوراه هستند دارای روابط جنسی ضعیف‌تری هستند. آسیب‌های میاندوراه ممکن است با آمیزش و نزدیکی دردناک (دیسپارونیا) نیز در ارتباط باشد.

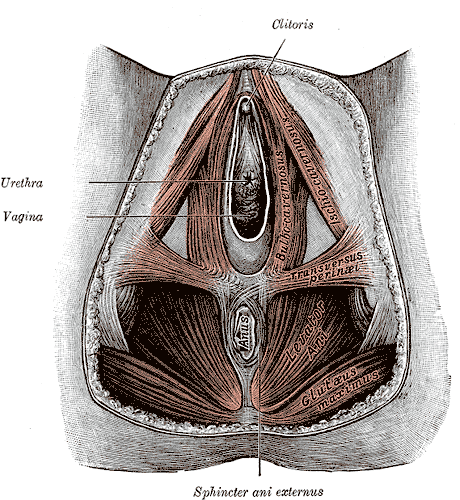
میاندوراه

زنانی که پس از زایمان دارای شکاف مقعدی هستند بعید است بتوانند تا شش ماه یا یک سال پس از زایمان نزدیکی زناشویی داشته باشند اما پس از ۱۸ ماه، آمیزش جنسی نرمالی خواهند داشت. استفاده از انبرک زایمان و روش مکش باعث افزایش دردهای آمیزشی پس از زایمان، تأخیر در نزدیکی زناشویی و مشکلات جنسی دیگر می‌گردد. در زایمان به روش سزارین ممکن است نتایج همانند زایمان طبیعی نباشد و البته ممکن است که تفاوتی هم نداشته باشند. زنانی که با عمل سزارین زایمان کرده‌اند، در سه ماه اول پس از زایمان، درد آمیزشی کمتری نسبت به زنانی که طبیعی زایمان کرده‌اند، دارند. در شش‌ماهه اول پس از زایمان، زنانی که به طریق سزارین وضع حمل کرده‌اند رضایت جنسی بیشتری نسبت به زنانی داشته‌اند که به روش طبیعی زایمان کرده‌اند.

## مدت تأخیر در آمیزش جنسی و از سرگیری نزدیکی زناشویی
بسیاری از پزشکان توصیه می‌کنند که آمیزش جنسی پس از زایمان، ۴ تا ۶ هفته متوقف بماند. این وقفه برای جمع شدگی و ارتجاع گردن رحم، پایان خونریزی طبیعی از نوع زچگی و التیام زخم‌ها و پارگی‌ها می‌باشد. طی تحقیقاتی که در ترکیه انجام گردید مشخص شد ۴۷٪ زنان در ظرف ۶ هفته پس از زایمان مبادرت به آمیزش جنسی کرده‌اند. در بریتانیا و آمریکا این نسبت برای شش هفته، ۵۷٪، برای سه ماه ۸۲٪ تا ۸۵٪ و برای شش ماه ۸۹٪ تا ۹۰٪ بوده‌است. {\displaystyle {\tfrac {2}{3}}} زنان اوگاندایی نزدیکی زناشویی را شش ماه پس از زایمان از سر می‌گیرند. ۵۲٪ زنان چینی پس از دو ماه نزدیکی زناشویی را از سر می‌گیرند و این نسبت برای زنان چینی که پس از شش ماه آمیزش جنسی را از سر می‌گیرند، ۹۵٪ است.
در یک مدت زمان خاص پس از زایمان، بهتر است رابطه زناشویی وجود نداشته باشد و دلیل آن هم این است محل چسبندگی جفت ترمیم پیدا کند چون مثل یک زخم بازمی‌ماند. جفت از دیواره کنده شده و خون‌ریزی‌های معمول بعد از زایمان، از همین محل است. تا این زخم ترمیم پیدا نکرده، بهتر است رابطه زناشویی نداشته باشند. این زمان حدود ۳ هفته طول می‌کشد. در قدیم می‌گفتند تا ۶ هفته. اما امروز می‌گویند تا ۳ هفته هم کفایت می‌کند.
شرایط زایمان طبیعی و سزارین با هم متفاوت است. اگر زایمان طبیعی باشد چون در محل، ممکن است برش و بخیه زده شده باشد و این زخم در طول ۲ هفته بهبود پیدا می‌کند، چنانچه مشکل خاصی پیدا نکند، ۳ هفته برای محدودیت جنسی کافی است.
پس از زایمان، رحم و سایر بخش‌های دستگاه تناسلی زن در خلال ۴ تا ۶ هفته به حالت طبیعی بازمی‌گردند؛ بنابراین سفارش می‌شود که ارتباط جنسی را تا ۶ هفته پس از زایمان به تعویق بیفتد نزدیکی زود هنگام موجب آسیب به بخیه‌های مادر (هم در زایمان طبیعی و هم سزارین) و بروز مشکلاتی برای وی می‌شود. در این مدت خونریزی پس از زایمان نیز قطع شده و ترشحات سیستم تناسلی زن به حال طبیعی بر می‌گردد.

## زایمان سزارین
اگر سزارین همراه با چسبندگی زیاد یا ایجاد عفونت باشد، ممکن است رابطه زناشویی به همراه درد باشد؛ یعنی پس از رابطه زناشویی، زن یک درد مبهمی در منطقه لگن خود احساس می‌کند. در واقع، با حرکت احساس درد می‌کند. زایمان طبیعی از این جهت بهتر است و برخلاف تصور مردم عامه که فکر می‌کنند سزارین برای رابطه زناشویی‌شان بهتر است، باید اشاره شود که پس از یک زایمان طبیعی و سالم، رابطه زناشویی در مقایسه با سزارین مطلوب‌تر است.

## تمرینات ورزشی
نرمش عضلات کف لگن، ورزشی است که حتی برای خانم‌هایی که باردار نیستند، می‌تواند رضایت ناشی از رابطه زناشویی را افزایش دهد. برای خانم‌هایی که اختلالات جسمی دارند یا دیر به ارگاسم می‌رسند، توصیه می‌شود در طول روز مرتب این عضلات را تقویت کنند. برای تقویت، عضلات را باید به صورت متناوب منقبض و منبسط کنند. ابتدا نیز این کار را با دفعات کم شروع کرده و کم‌کم آن را افزایش دهند. طول مدت انقباض و انبساط را هم می‌توانند افزایش دهند. به عنوان مثال اول ۳ ثانیه، و بعد کم‌کم مدت را تا ۱۰ ثانیه افزایش دهند. این تمرین حتی برای دوران یائسگی که عضلات کف لگن ضعیف می‌شوند نیز مفید است البته توصیه می‌شود که در دوران بارداری نیز خانم‌ها این کار را انجام دهند.